# Fjällturism i Sverige
Fjällturism är i Sverige ett samlingsbegrepp för såväl den aktivitet som pågår bland utövare/kunder samt de eventuella anläggningar och leverantörer som försörjer turisterna med riktade möjligheter och erbjudanden.
Historiskt har aktiviteten fjällturism som fritidssysselsättning sitt ursprung på 1800-talet och är inspirerad av naturromantiken och formaliserad/organiserad av Svenska Turistföreningen samt det dåvarande embryot till Friluftsfrämjandet. Mycket kunnande och praktisk erfarenhet i ämnet är hämtad från till exempel jägare, skogsarbetare och samer som idkat utomhusaktiviteter i många generationer för sitt förvärv.

## Fjällturism i Sverige
Sent 1800-tal och tidigt 1900-tal lade grunden för dagens fjällturism. Människor drar sig till de norra delarna av Sverige för att kunna ta del av de olika aktiviteterna som fjällturismen har att erbjuda. En av de mest populära fjällområdena att besöka är Åredalen, som även har en betydande position inom svensk fjällturism. För att skildra fjällturismens historia och dagens stora intresse av fjällturism så är därmed Åredalens utveckling ett representativt exempel.

## Fjällturismens framväxt

### Införandet av järnvägen

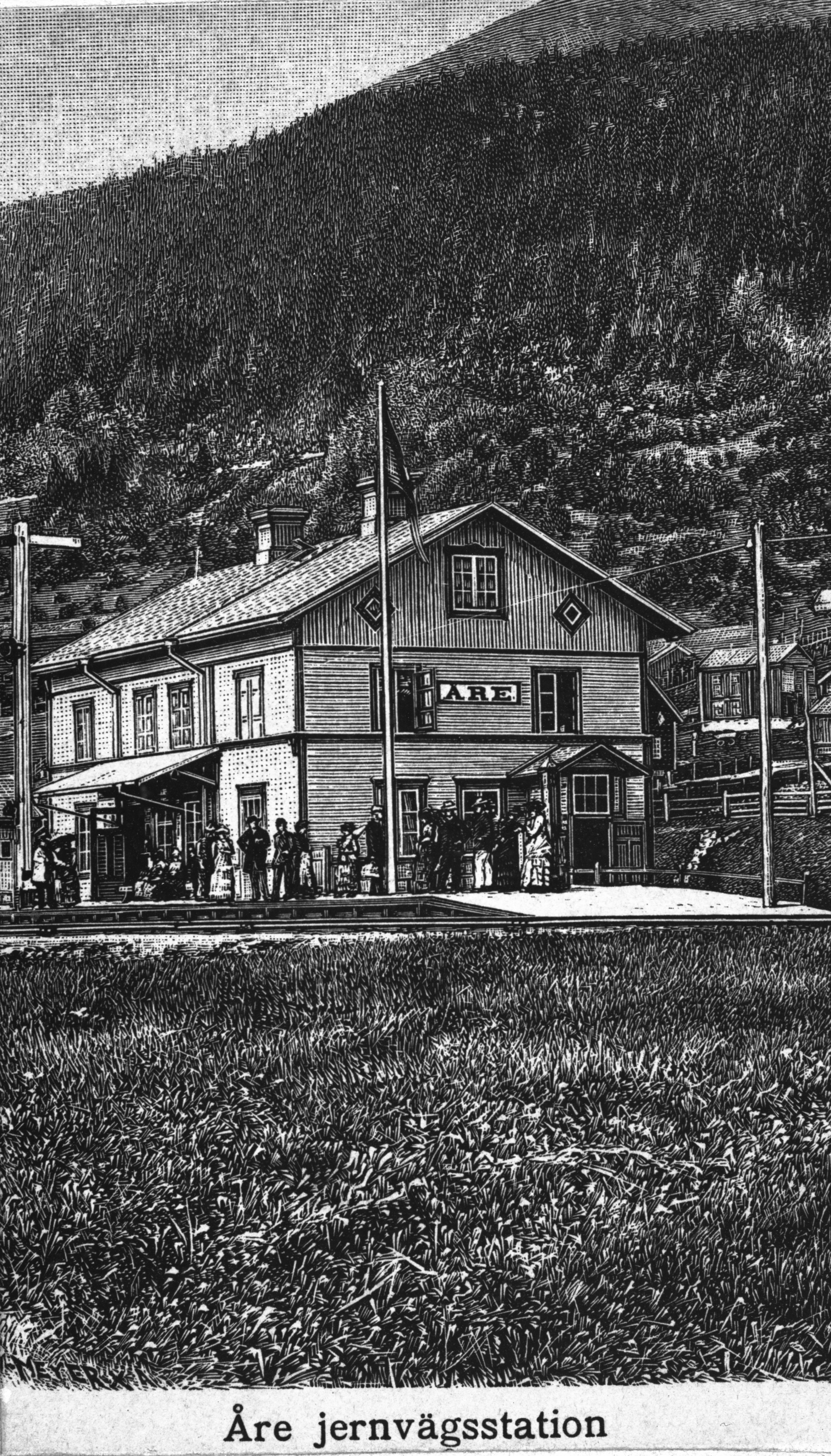
Åre stationshus invigt 1881.

Riksdagen beslutade 1854 att staten skulle ta ansvar över stambanenätet i Sverige. Det framfördes starka åsikter i riksdagen att det endast var staten som skulle kunna garantera de vinsterna som ett järnvägsbyggande skulle kunna föra med sig för industrin och samhället. Stambanorna byggdes för att föra samman delar av Svenska riket som tidigare varit utanför den övriga infrastrukturen i landet. Järnvägssträckan mellan Stockholm och Trondheim var avgörande för det syftet och byggandet av denna järnväg skulle behöva göras, frågan vara bara var sträckan skulle dras geografiskt. Det var tack vare Trondheim som järnvägen drogs via Åre. De ville att järnvägen skulle gå genom Jämtland vilket kom att ske. Denna företeelse kom att bli den viktigaste utvecklingsorsaken för Östersund och Åre. I och med järnvägens färdigställande ändrades förutsättningarna för turismen i Åre och övriga fjällen. Fjällvärlden öppnades och propaganda för fjällvärlden i Sverige spreds över hela världen.

### Tiden före 1920
Decennierna kring sekelskiftet är grundartiden. De första turisterna som kom till Åredalen och övriga fjällen var blomster herrarna och luft gästerna. Turister var även jägare och fiskare från Storbritannien som anlände från det turistiskt överbefolkade Norge. Men det var inte förrän järnvägens ankomst till Åredalen i slutet på 1800-talet som fjällturismen tog fart på riktigt. Under den här perioden dök de första hotellen upp i Åre, hotell som fortfarande står kvar idag och präglat bilden av Åre ända fram till idag. Det är dagens Hotell Diplomat och Sporthotellet. STF (Svenska Turistföreningen) tillkom tre år efter järnvägsbildningen och var väldigt betydelsefull för turismens utveckling. Grundarna var till stor del universitetslärare från Uppsala med fjäll som specialitet. Det nya skidintresset i huvudstaden Stockholm blev otroligt viktigt för fjällturismens utveckling. Det skedde skidresor med skolungdomen och skidsporten gav Åredalen ett bra rykte vilket ökade populariteten i svensk fjällturism.
Åredalen startade som en sommarturistdestination, men till följd av en nybyggd bergbana 1910 och de därmed följande kungliga besöken samt skolungdomens skidfärder gav Åredalen en vinterstämpel på sin turism. Perioden är alltså en blandning av lokal, traditionell aktivitet inom turistnäringen med en utifrån kommande kommersiell aktivitet som kom att förändra dalens utveckling radikalt.

## Fjällturismens utveckling under 1900-talet

### 1920-talet och 1930-talet
Världskriget medförde en kraftig nedgång för turismen i Sverige och därmed västra Jämtland. Åre Bolaget gick i konkurs. Utvandringen till Amerika var påtaglig och många från Åredalen utvandrade till Amerika. När kriget var över drabbades Dalgången av spanska sjukan. Det gjorde att turismen till Åredalen och övriga fjällen minskade. Men till följd av att Åredalen fick elektricitet 1918 förändrades tillvaron för turister och ortsbor. När 1920-talet började hade dalen andra möjligheter och förutsättningar. Biltrafiken startade och under 1930-talet förekom “fjällflyg”. Under 1930-talet skedde en stark utveckling av samhället. Turismen blev i allt högre grad ett levebröd för människorna i området. År 1928 startade Dagens Nyheter tillsammans med SJ så kallade billighetsresor till Åredalen. Detta innebar att det då inte endast var skolungdomens fjällfärder som de satsade på. Enligt STF:s egen statistik uppgick antal fjällturister år 1920 till drygt 4000 samt år 1933 till 35 000 personer. Mellankrigstiden innebar alltså en stark utveckling för fjällturismen.

### 1940-talet till 1970
Beredskapen till krigen innebar att turisttrafiken avstannat. Turistanläggningar användes som inkvartering för soldater och fjällregionen stängdes för utlänningar efter april 1940 då Tyskarna ockuperat Norge. Tiden efter kriget såg Jämtland de första skidbackarna. Lundgårdsliften öppnade 1940. Med liftutbyggnaden trädde en ny grupp fjällsportentusiaster in på marknaden. Slalomåkarna anlände och utförsåkningen dominerande under 1960-talet. När skidåkaren Ingemar Stenmark blev stor på 1970-talet blev utförsåkningen den absolut mest populära attraktionen.

### 1970 till 1990
Den nya tidens inriktning på aktiviteter som utförsåkning innebar en markant förändring. Och det var 1970-talet som startade den processen. Vid ingången av 1970-talet fanns det i Åredalen knappt 10 000 invånare och antal bäddar var cirka 5 000. Befolkningsminskningen som drabbat hela Norrlands inland stabiliserades dock och när 1980-talet inleddes hade bäddkapaciteten ökat till 13 000. 1970-talet innebar en vändpunkt i Åres utveckling och en våldsam utveckling av samhället startade. 1975 fastställde riksdagen en lista över primära rekreationsområden i Sverige. För Åredalen betydde detta att det blev en nationell angelägenhet och staten ingrep och satsade på turism och rekreation i stor skala. 1974 skapades den nya storkommunen Åre med större planeringsresurser än gamla Åre kommun hade haft. I och med detta byggdes kabinbanan ut och man lade till flera liftar. Även hotell och stugbyar byggdes ut och bäddkapaciteten ökade med 8,7 procent. Åres utveckling krävde en omläggning av vägen genom samhället. Vägverket lade en väg som skär samhället i två delar med gångvägar och bilpassager som knöt ihop de två delarna. Detta ledde till problem då flera boende i Åre fick de svårare i och med den ökade satsningen på turismen. Naturresurserna minskade vilket skapade konflikter. Men för den nya storkommunen blev dock turismen även en positiv företeelse. Turismen räddade nämligen den kommunala ekonomin. År 1980 bedömdes turismen skapa cirka 800 helårsarbeten i Åre kommun vilket motsvarade 25-30 procent av alla helårsverksamheter i kommunen. Åre har sedan dess fortsatt växa och har bland annat ansökt om att vara arrangörer av OS 10 gånger.

### Fjällturismen 2010–
Sedan flera olika fjäll utvecklats till populära skidorter och populära resmål för andra aktiviteter har allt fler turister börjat besöka fjällen. Idag är det framför allt barnfamiljer som besöker Åredalen, och det är allt fler personer från andra nationer som söker sig till de Åredalen än det var tidigare. Detta kan bero på den förbättrade flygförbindelsen och infrastrukturen som Åredalen satsat på de senare åren.

## Annan fjällturism än skidåkning
Även om utförsåkning fortfarande är den populäraste aktiviteten har antalet aktiviteter som erbjuds inom fjällturismen ökat. Cykling och löpning är populära aktiviteter som utförs i Åredalen. Anledningen till detta är att fjälldestinationen vill kunna etablera en året-runtverksamhet.